# Placodiscus boya
Placodiscus boya là một loài thực vật thuộc họ Sapindaceae. Loài này có ở Bờ Biển Ngà và Ghana. Chúng hiện đang bị đe dọa vì mất môi trường sống.